# Foz do Douro
Foz do Douro was een freguesia in de Portugese gemeente Porto en telt 12.235 inwoners (2001).  In 2013 werd Foz do Douro samengevoegd met Aldoar en Nevogilde tot een nieuwe freguesia: Aldoar, Foz do Douro e Nevogilde.

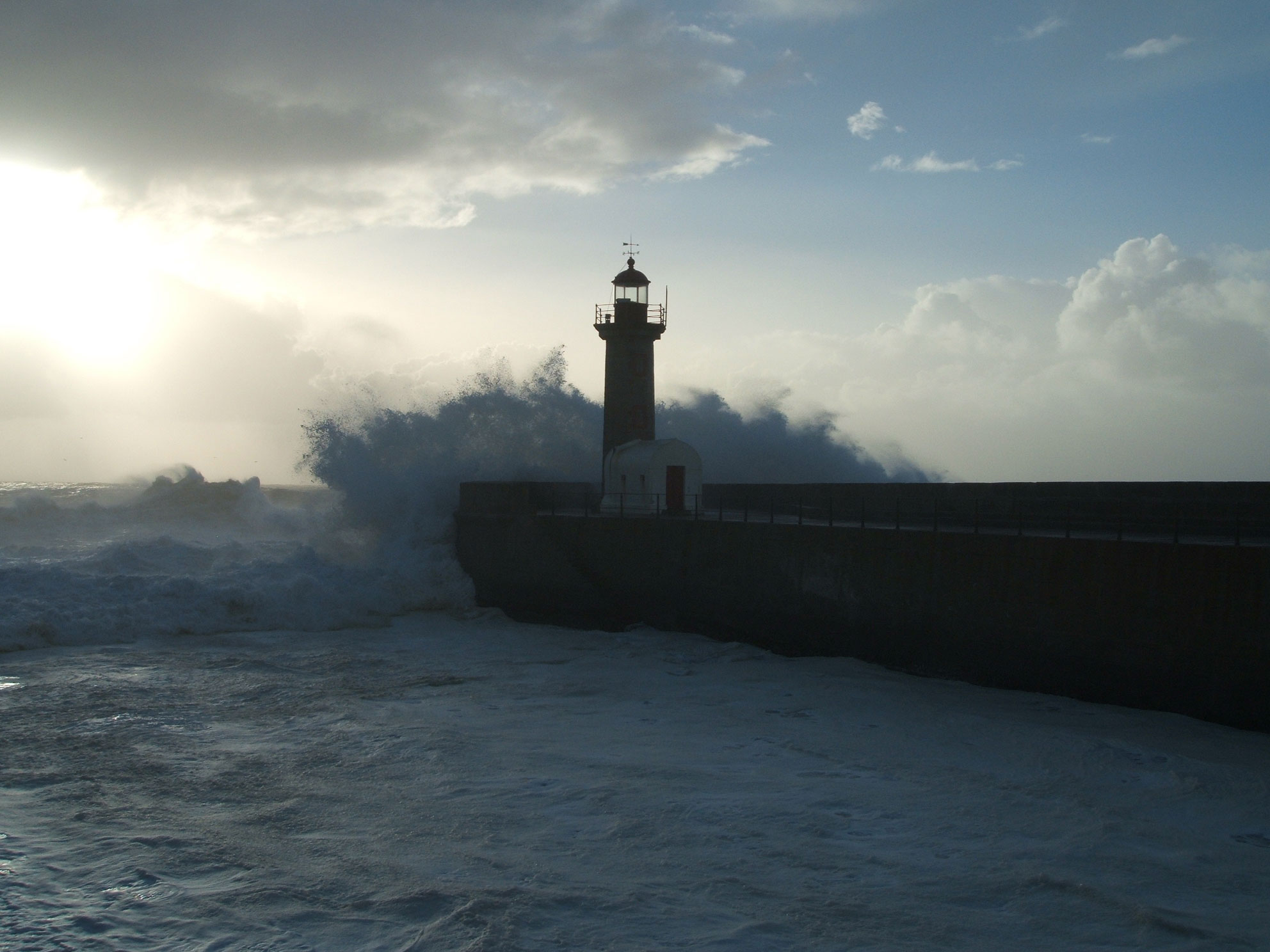
De vuurtoren van Foz do Douro